# Giulio Fiou
Giulio Fiou (pron. fr. AFI: [fju]; Aosta, 17 maggio 1938 – Aosta, 17 agosto 2024) è stato un politico italiano.

## Biografia
Di professione insegnante, fu eletto consigliere comunale ad Aosta nel 1990 con il Partito Comunista Italiano, passando poi al Partito Democratico della Sinistra. Nel 1992 venne eletto sindaco di Aosta, guidando l'amministrazione comunale della città fino al maggio 1995. Fu per due legislature (1998-2003, 2003-2008) consigliere regionale della Valle d'Aosta, ricoprendo anche la carica di vicepresidente del consiglio dal 2003 al 2008.